# Ербинская
Ербинская — поселок при станции в городском округе город Сорск Республики Хакасия России.

## География
Расположен в 6 км к юго-востоку от Сорска, в межгорной котловине Сорга на южном склоне Батеневского кряжа, на реке Бюря .

## Население
Согласно переписи 2010 года население станции Ербинская составляет 800 человек 

## Инфраструктура
В поселке при станции Ербинская 7 улиц. Есть образовательная школа № 4. На территории есть ФХ Ферма 1 

## Достопримечательности
Памятник воинам-землякам, погибшим в годы Великой Отечественной войны 1941-1945